# Orlando Bolçone
Orlando José Bolçone (Palestina, 31 de janeiro de 1949) é um economista, professor universitário e político brasileiro filiado ao União Brasil (UNIÃO).

## Biografia
Orlando Bolçone possui mestrado em Economia pela UNESPe e doutorado em Ciências da Saúde pela FAMERP, além de ser professor nas Faculdades Dom Pedro 2 e Unorp, na EESG “Alberto Andaló”, EEPG “Victor Britto Bastos” e na escola Senac “Paiva Meira”.

## Carreira política
Como Edinho Araújo não podia se candidatar à reeleição, em 2008, Bolçone, do PPS, foi lançado como candidato apoiado pelo então prefeito, porém não conseguiu ser eleito em São José do Rio Preto. 
Como deputado estadual, é autor do projeto de Lei, aprovado pela Assembleia e sancionado pelo governador Geraldo Alckmin, que determina aos parques de diversão a colocação de placas e cartazes contendo informações atualizadas sobre manutenção dos equipamentos e brinquedos. Também é autor do projeto de Lei, aprovado pela Assembleia e sancionado pelo governador, que proíbe a prática da ressulcagem (ato de riscar pneus gastos) no estado de São Paulo.
Disputou novamente a eleição para prefeito de São José do Rio Preto em 2016, pelo PSB, apoiado pelo então prefeito Valdomiro Lopes, sendo derrotado em primeiro turno pelo ex-prefeito Edinho Araújo, do PMDB, do qual se tornou vice-prefeito quatro anos depois pelo DEM, vencendo o pleito de 15 de novembro em primeiro turno com 54,84% dos votos.